# Kangerluarsuk

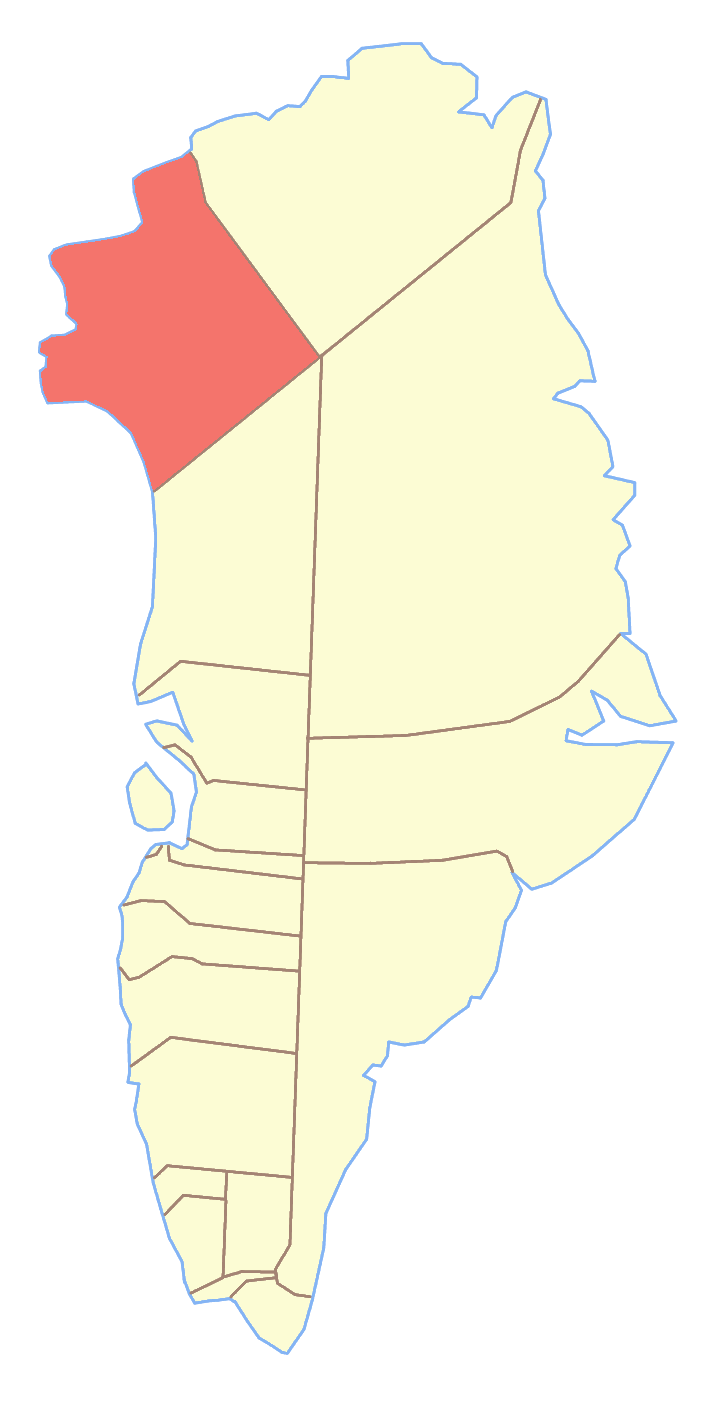
Ex comune di Qaanaaq, dove si trovava il Kangerluarsuk

Il Kangerluarsuk (o Kangerdluarssuk, danese Cass Fjord) è un fiordo della Groenlandia di 40 km. Si trova a 80°03'N 64°20'O; appartiene al comune di Avannaata.